# Galeazzo Marescotti
Galeazzo Marescotti (Vignanello, 1º ottobre 1627 – Roma, 3 luglio 1726) è stato un cardinale e arcivescovo cattolico italiano.

## Biografia
Figlio di Sforza Vicino Marescotti e di Vittoria Ruspoli, "Galeazzo primmegiò negli studi al seminario. Dopo aver conseguito il dottorato in utroque iure ed essere stato ordinato sacerdote, fu scelto come funzionario della Sede Apostoloca e all età di soli 23 anni nominato protonotario apostolico". Dal 1661 al 1663 fu governatore di Ascoli Piceno. Nel 1663 ebbe l'incarico di inquisitore delegato della Congregatio Sancti Officii.
Nel 1665 fu promosso assessore del Sant'Uffizio da papa Alessandro VII. Nel 1668 fu nominato arcivescovo titolare di Corinto da papa Clemente IX e fu inviato in missione diplomatica a Vienna. Fu nominato nunzio in Polonia, dove si recò senza passare da Roma. Il 13 agosto 1670 fu nominato nunzio apostolico in Spagna da papa Clemente X. Dopo un breve soggiorno a Roma e Vignanello si imbarcò da Civitavecchia per la Spagna. Rimase a Madrid come Nunzio Apostolico dal 1670 al 1675. Papa Clemente X lo elevò al rango di cardinale nel concistoro del 27 maggio 1675.
Con la nomina cardinalizia ebbe il titolo di San Bernardo alle Terme. Dal 1676 al maggio 1680 fu governatore pontificio a Ferrara. Nel 1679 fu nominato vescovo di Tivoli. Nella chiesa di Tivoli fece costruire a sue spese un coro in noce di rara fattura per canonici, abbellì la cappella di S.Lorenzo in duomo con intarsi di marmi colorati ed altri ornamenti. Riformò il clero con un nuovo sinodo. Donò al duomo la somma di 500 scudi, con l'obbligo di un anniversario in suffragio della sua anima ed eresse alcune cappelle. Nel 1684 rassegnò il vescovado nelle mani di Innocenzo XI.
La città gli rimase comunque sempre nel cuore, infatti nel 1705 fondò nella città, a sue spese, un monastero per le monache di Santa Elisabetta, alle quali donò infine nel 1721 tutte le più belle e preziose suppellettili della sua cappella privata. Nel 1681 ebbe il titolo dei Santi Quirico e Giulitta. Nel 1700 ebbe il titolo di Santa Prassede. Nel 1708 ebbe il titolo di San Lorenzo in Lucina. 
Morì il 3 luglio 1726 all'età di 98 anni. All'epoca era il porporato più anziano e longevo, nonché ultimo superstite delle creazioni cardinalizie di Clemente X insieme al pontefice regnante Benedetto XIII.

## Genealogia episcopale e successione apostolica
La genealogia episcopale è:
- Cardinale Scipione Rebiba
- Cardinale Giulio Antonio Santori
- Vescovo Placido della Marra
- Cardinale Melchior Khlesl
- Cardinale Giovanni Battista Maria Pallotta
- Cardinale Pietro Vidoni
- Cardinale Galeazzo Marescotti

La successione apostolica è:
- Vescovo Bartolomé García de Escañuela, O.F.M. (1670)
- Vescovo Giambattista Febei (1683)
- Vescovo Giovanni Alfonso Petrucci (1686)
- Vescovo Stefano Giuseppe Menatti (1686)
- Vescovo Dominicus Maria Marchese, O.P. (1688)
- Vescovo Pietro Antonio d'Alessandro (1688)
- Arcivescovo Andrea de Rossi, C.R. (1688)
- Vescovo Baldassarre Nosadini (1688)
- Vescovo Juan Bonilla, O. Carm. (1689)
- Arcivescovo Francesco Ramírez, O.P. (1689)
- Vescovo Michele Petirro (1689)
- Cardinale Marcello d'Aste (1692)
- Vescovo Giovanni Battista Carrone (1692)
- Arcivescovo Pietro Martire Giustiniani, O.P. (1692)
- Cardinale Federico Caccia (1693)
- Vescovo Luca Antonio Eustachi (1693)
- Vescovo Michael Cantelmi, O. Carm. (1693)
- Arcivescovo Giuseppe Migliaccio (1693)
- Vescovo Lorenzo Gherardi (1693)
- Vescovo Matteo Gagliani (1693)
- Vescovo Leonardo Cassiani (1693)
- Vescovo Giacinto Gaetano Chiurlia, O.P. (1693)
- Vescovo Francesco Protonobilissimo (1693)
- Arcivescovo Fernando Manuel de Mejía (1693)
- Vescovo Carlo Giuseppe Morozzo, O. Cist. (1693)
- Vescovo Giulio Marzi (1693)
- Vescovo Biagio Gambaro (1693)
- Vescovo Gerolamo Ventimiglia, C.R. (1694)
- Vescovo Alfonso Basilio Ghetaldo, O.S.B. (1694)
- Arcivescovo Alessandro Sforza (1695)
- Papa Innocenzo XIII (1695)
- Cardinale Innico Caracciolo (1697)

## Ascendenza
|                                                  |                    |                                             | Genitori                                   |  |  | Nonni |  |  | Bisnonni                                   |  |  | Trisnonni                                |  |
|                                                  |                    |                                             |                                            |  |  |       |  |  | Alfonso Marescotti, II conte di Vignanello |  |  | Sforza Marescotti, I conte di Vignanello |  |
|                                                  |                    |                                             |                                            |  |  |       |  |  | Alfonso Marescotti, II conte di Vignanello |  |  | Sforza Marescotti, I conte di Vignanello |  |
|                                                  |                    | Ortensia Baglioni                           |                                            |  |  |       |  |  | Alfonso Marescotti, II conte di Vignanello |  |  |                                          |  |
| Marcantonio Marescotti, III conte di Vignanello  |                    |                                             |                                            |  |  |       |  |  | Alfonso Marescotti, II conte di Vignanello |  |  |                                          |  |
|                                                  |                    | Giulia Baglioni                             | Alberto Baglioni, conte di Castel di Piero |  |  |       |  |  |                                            |  |  |                                          |  |
|                                                  |                    | Giulia Baglioni                             | Alberto Baglioni, conte di Castel di Piero |  |  |       |  |  |                                            |  |  |                                          |  |
|                                                  |                    | Giulia Baglioni                             | …                                          |  |  |       |  |  |                                            |  |  |                                          |  |
| Sforza Vicino Marescotti, IV conte di Vignanello |                    | Giulia Baglioni                             |                                            |  |  |       |  |  |                                            |  |  |                                          |  |
|                                                  |                    | Pierfrancesco II Orsini, signore di Bomarzo | Gian Corrado Orsini, signore di Bomarzo    |  |  |       |  |  |                                            |  |  |                                          |  |
|                                                  |                    | Pierfrancesco II Orsini, signore di Bomarzo | Gian Corrado Orsini, signore di Bomarzo    |  |  |       |  |  |                                            |  |  |                                          |  |
|                                                  |                    | Pierfrancesco II Orsini, signore di Bomarzo | Clarice Orsini di Monterotondo             |  |  |       |  |  |                                            |  |  |                                          |  |
| Ottavia Orsini                                   |                    | Pierfrancesco II Orsini, signore di Bomarzo |                                            |  |  |       |  |  |                                            |  |  |                                          |  |
|                                                  |                    | Giulia Farnese                              | Galeazzo Farnese, signore di Latera        |  |  |       |  |  |                                            |  |  |                                          |  |
|                                                  |                    | Giulia Farnese                              | Galeazzo Farnese, signore di Latera        |  |  |       |  |  |                                            |  |  |                                          |  |
|                                                  |                    | Giulia Farnese                              | Isabella dell'Anguillara                   |  |  |       |  |  |                                            |  |  |                                          |  |
| Galeazzo Marescotti                              |                    | Giulia Farnese                              |                                            |  |  |       |  |  |                                            |  |  |                                          |  |
|                                                  | Bartolomeo Ruspoli | Lorenzo Ruspoli                             |                                            |  |  |       |  |  |                                            |  |  |                                          |  |
|                                                  | Bartolomeo Ruspoli | Lorenzo Ruspoli                             |                                            |  |  |       |  |  |                                            |  |  |                                          |  |
|                                                  | Bartolomeo Ruspoli | Alessandra da Magguale                      |                                            |  |  |       |  |  |                                            |  |  |                                          |  |
| Orazio Ruspoli                                   | Bartolomeo Ruspoli |                                             |                                            |  |  |       |  |  |                                            |  |  |                                          |  |
|                                                  |                    | Maria Ardinghelli                           | Giovanni Ardinghelli                       |  |  |       |  |  |                                            |  |  |                                          |  |
|                                                  |                    | Maria Ardinghelli                           | Giovanni Ardinghelli                       |  |  |       |  |  |                                            |  |  |                                          |  |
|                                                  |                    | Maria Ardinghelli                           | …                                          |  |  |       |  |  |                                            |  |  |                                          |  |
| Vittoria Ruspoli                                 |                    | Maria Ardinghelli                           |                                            |  |  |       |  |  |                                            |  |  |                                          |  |
|                                                  |                    | Mario de' Cavalieri                         | Tommaso de' Cavalieri                      |  |  |       |  |  |                                            |  |  |                                          |  |
|                                                  |                    | Mario de' Cavalieri                         | Tommaso de' Cavalieri                      |  |  |       |  |  |                                            |  |  |                                          |  |
|                                                  |                    | Mario de' Cavalieri                         | Lavinia della Valle                        |  |  |       |  |  |                                            |  |  |                                          |  |
| Felice de' Cavalieri                             |                    | Mario de' Cavalieri                         |                                            |  |  |       |  |  |                                            |  |  |                                          |  |
|                                                  |                    | Vittoria Velli                              | Marcello Velli                             |  |  |       |  |  |                                            |  |  |                                          |  |
|                                                  |                    | Vittoria Velli                              | Marcello Velli                             |  |  |       |  |  |                                            |  |  |                                          |  |
|                                                  |                    | Vittoria Velli                              | Laura Capodiferro                          |  |  |       |  |  |                                            |  |  |                                          |  |
|                                                  |                    | Vittoria Velli                              |                                            |  |  |       |  |  |                                            |  |  |                                          |  |